# Guerra russo-svedese (1788-1790)
La guerra russo-svedese del 1788–90, nota in Svezia anche come guerra russa di Gustavo III, in Finlandia come  guerra di Gustavo III ed in Russia come guerra svedese di Caterina II, fu combattuta fra l'Impero russo e l'Impero svedese tra il giugno del 1788 e l'agosto 1790. Fu una guerra sanguinosa, con grosse perdite da ambo le parti ma i risultati furono molto modesti e si chiuse con la pace di Värälä, che lasciò praticamente inalterato lo status quo ante.

## Antefatti
Il conflitto fu iniziato dal re di Svezia, Gustavo III, per motivi di politica interna, poiché egli riteneva che una breve guerra non avrebbe dato spazio all'opposizione, costringendola ad appoggiarlo. Nonostante egli avesse fatto di sé un autocrate con un coup d'état senza spargimento di sangue, che pose termine al governo parlamentare nel 1772, il suo potere politico non gli conferiva il diritto di dichiarare una guerra.
Le potenze occidentali, quali il Regno Unito, la Repubblica delle Sette Province Unite ed il Regno di Prussia erano allarmate dalle vittorie russe nella guerra russo-turca iniziata nel 1787 e premevano diplomaticamente per una guerra nel nord che potesse distogliere l'attenzione dell'imperatrice Caterina II di Russia dal teatro politico del sud. Fu su loro istigazione, che Gustavo concluse nell'estate del 1788 un'alleanza con l'Impero ottomano.
In quell'anno il sarto più importante del Teatro reale dell'Opera di Stoccolma ricevette l'ordine di cucire un certo numero di uniformi militari russe, che successivamente vennero utilizzate in uno scontro a fuoco a Puumala, un avamposto svedese sul confine con la Russia, il 27 giugno 1788.
L'attacco simulato, di tipo false flag, che causò un'ondata d'indignazione a Stoccolma, doveva servire a convincere il Riksdag degli Stati ed a fornire a Gustavo un pretesto per dichiarare una guerra "difensiva" contro la Russia.
Prima della grande inaugurazione del Riksdag nel 1789, Gustavo III aveva commissionato per l'occasione la composizione del brano musicale Riksdagsmusiken. Il parlamento svedese decise di creare un Ufficio del debito Nazionale Svedese, per raccogliere fondi per finanziare la guerra, un provvedimento che provocò un'ondata inflativa per la moneta svedese.

## La guerra

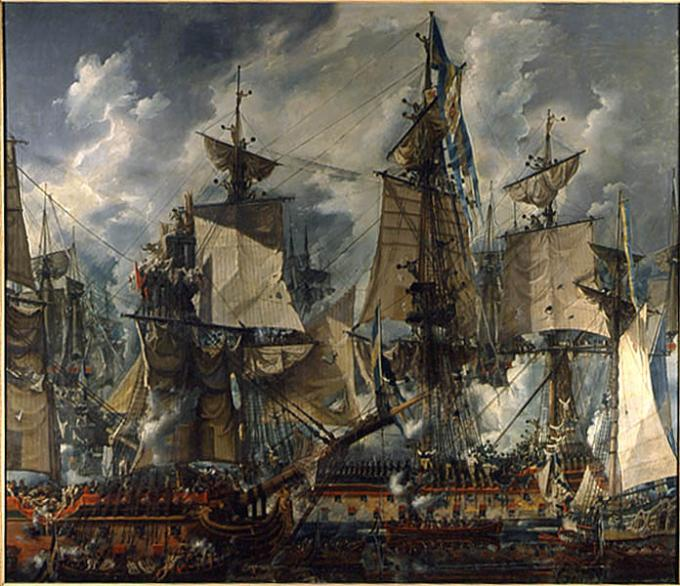
Navi russe prima della battaglia di Hogland.

La Svezia progettò inizialmente un attacco navale a San Pietroburgo. Un'armata svedese doveva avanzare attraverso la Finlandia, una seconda armata, scortata da una flottiglia, avrebbe dovuto avanzare lungo la costa finlandese fino al golfo di Finlandia mentre una terza armata, imbarcata su navi svedesi, si sarebbe diretta al porto di Lomonosov per marciare poi su San Pietroburgo.
La flotta russa del Baltico, al comando dell'ammiraglio Samuel Greig, si scontrò, al largo dell'isola di Hogland nel Golfo di Finlandia con quella svedese il 17 luglio 1788. La battaglia non ebbe un esito tattico definito, ma impedì agli svedesi di sbarcare. Poiché la guerra era fortemente impopolare in Svezia e gli ufficiali finlandesi si ammutinarono, le notizie del fallimento di Hogland innescarono una rivolta fra i nobili ufficiali dell'esercito, conosciuta come "cospirazione di Anjala".
L'attacco svedese alla Russia provocò in agosto l'entrata in guerra dell'Unione dei regni di Danimarca e Norvegia a fianco della Russia, in ottemperanza ad un trattato che queste avevano stipulato con la Russia. Un'armata norvegese invase in breve tempo la Svezia sconfiggendo il suo esercito nella battaglia di Kvistrum Bridge, prima che fosse firmata la pace, sollecitata dall'intervento diplomatico di Gran Bretagna e Prussia, il 9 luglio 1789. Con questa pace l'Unione dei regni di Danimarca e Norvegia dichiarò la sua neutralità in questo conflitto .
In mare, le due flotte nemiche, di pari dimensioni, si scontrarono ancora nella Battaglia di Öland il 25 luglio 1789, il cui esito tuttavia, nonostante che la Svezia avesse perso 30 navi contro le 18 perdute dai russi, non fu decisivo. Un mese più tardi, il 24 agosto, il viceammiraglio russo Karl Heinrich di Nassau-Siegen sconfisse in una battaglia decisiva la flottiglia costiera svedese nella prima battaglia di Svensksund. Tuttavia l'esercito russo venne sconfitto poco dopo da quello svedese, agli ordini del generale svedese Gustav Wachtmeister, presso Valkeala (28 aprile – 5 maggio 1790).

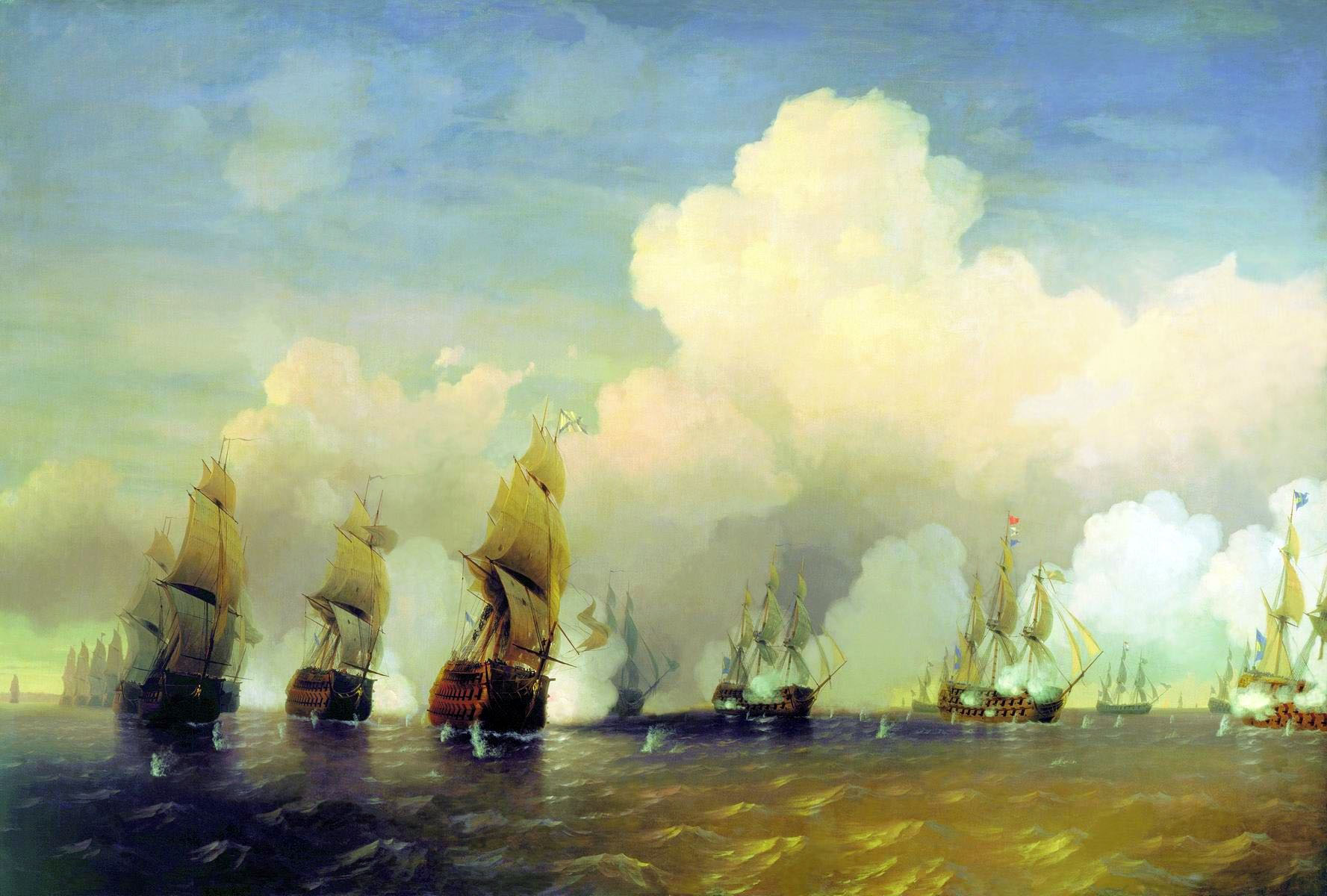
Battaglia di Krasnaya Gorka, presso Kronstadt.

Nel 1790 il re Gustavo rivide I suoi piani di sbarco vicino a San Pietroburgo, decidendo di sbarcare l'armata svedese a Vyborg. Ma il piano fallì con un disastroso attacco alla flotta russa nella battaglia di Reval, il 13 maggio. Anche un successivo attacco contro la flotta russa al largo di Kronštadt, effettuato dalla marina da guerra svedese, fallì e sia la flotta che la flottiglia costiera svedesi si ritirarono nella baia di Vyborg, dove le due flotte svedesi, circa 400 navi, furono bloccate dalla flotta russa del baltico, al comando dell'ammiraglio russo Vasilij Jakovlevič Čičagov, per un mese. Il 3 luglio gli svedesi forzarono il blocco dando battaglia: lo scontro (battaglia della baia di Vyborg) consentì l'uscita alla flotta svedese, che perdette sette vascelli e tre fregate. La flotta svedese si ritirò a Sveaborg per riparazioni mentre la flottiglia si attestò in una posizione di forte difesa a Svensksund, dove venne attaccata violentemente il 9 giugno dalla flotta russa nella seconda battaglia di Svensksund. Lo scontro si rivelò tuttavia disastroso per gli attaccanti: i russi persero circa 7400 uomini, fra morti e prigionieri, su 18 500 e circa un terzo delle loro navi. Si trattò della più grande vittoria navale svedese mai conseguita e spianò la strada alla pace.
Il vice-cancelliere russo Alexander Bezborodko accettò subito di intavolare le trattative di pace che si conclusero il 14 agosto 1790 con il trattato di Värälä

## Conseguenze
La guerra russo-svedese del 1788-1790 ebbe uno scarso significato per i due belligeranti. Caterina II considerò la guerra contro il cugino svedese sostanzialmente un diversivo, essendo il suo esercito legato impegnativamente dalla guerra contro i turchi ed allo stesso modo considerò gli eventi rivoluzionari in Francia e quelli che avrebbero portato allo scioglimento della Confederazione Polacco-Lituana con la Spartizione della Polonia del 1795.
L'attacco svedese sventò i piani russi d'inviare una flotta nel Mar Mediterraneo, in sostegno all'esercito che combatteva gli ottomani, poiché essa era necessaria alla difesa della capitale San Pietroburgo. La guerra risolse i problemi di Gustavo III solo momentaneamente, giacché egli venne assassinato a Stoccolma nel 1792.

## Battaglie della Guerra del 1788-1790

### Terrestri
| Data              | Battaglia                        | Vincitore |
| 13 giugno 1789    | Prima Battaglia di Porrassalmi   | Svezia    |
| 19 giugno 1789    | Seconda Battaglia di Porrassalmi | Svezia    |
| 28 giugno 1789    | Battaglia di Uttismalm           | Svezia    |
| 15 luglio 1789    | Battaglia di Kaipias             | Russia    |
| 21 luglio 1789    | Battaglia di Parkumäki           | Svezia    |
| 29 aprile 1790    | Battaglia di Valkeala            | Svezia    |
| 6 maggio 1790     | Battaglia di Korhois             | Russia    |
| 19/20 maggio 1790 | Battaglia di Keltis              | Svezia    |
| 4 giugno 1790     | Battaglia di Savitaipale         | Russia    |

### Navali
| Data              | Battaglia navale                   | Vincitore  |
| 17 luglio 1788    | Battaglia di Hogland               | Russia     |
| 26 luglio 1789    | Battaglia dell'isola di Ölands     | indefinito |
| 15 agosto 1789    | Battaglia di Korkiansaari          | indefinito |
| 24/25 agosto 1789 | Prima battaglia dello Svensksund   | Russia     |
| 13 maggio 1790    | Battaglia di Reval                 | Russia     |
| 15 maggio 1790    | Battaglia di Fredrikshamn          | Svezia     |
| 3 luglio 1790     | Battaglia della baia di Vyborg     | Russia     |
| 9/10 luglio 1790  | Seconda battaglia dello Svensksund | Svezia     |